# Tú Anh
Tú Anh (tiếng Trung:秀英區, Hán Việt: Tú Anh khu) là một quận của địa cấp thị Hải Khẩu, tỉnh Hải Nam, Cộng hòa Nhân dân Trung Hoa. Tú Anh có diện tích 512 km2, dân số năm 2002 là 290.000 người.

## Các đơn vị hành chính
Long Hoa được chia ra thành các các đơn vị hành chính sau:
- các nhai đạo: Tú Anh (秀英街道)、Hải Tú (海秀街道)
- các trấn: Trường Lưu (长流镇)、Tây Tú (西秀镇)、Hải Tú (海秀镇)、Thạch Sơn (石山镇)、Vĩnh Hưng (永兴镇)、Đông Sơn (东山镇)